# Satellite meteorologico

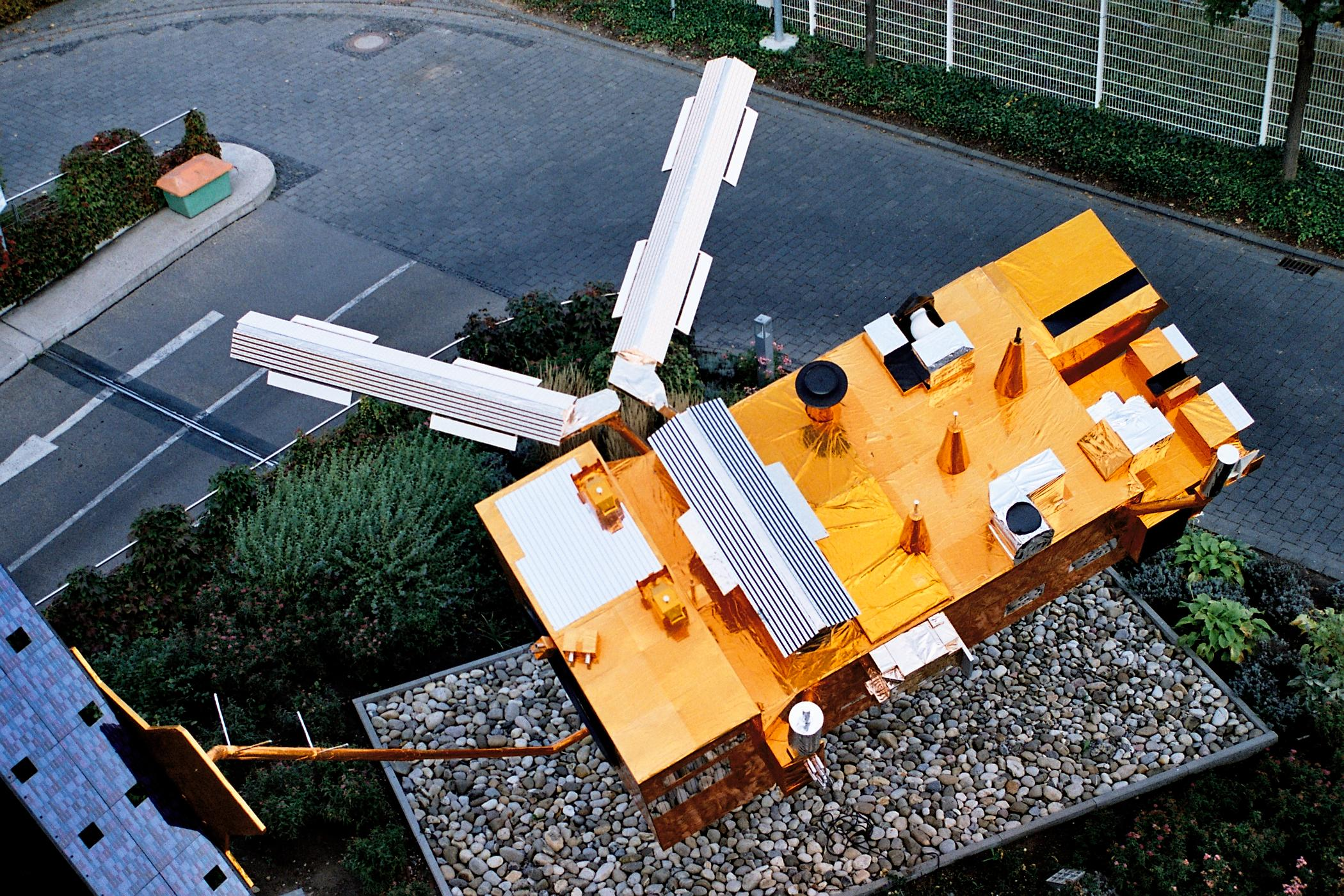
Satellite Metop

In meteorologia con il termine satellite meteorologico si intende un satellite artificiale in orbita terrestre che viene utilizzato da meteorologi per raccogliere informazioni sulle condizioni meteo-atmosferiche attuali di vaste zone del pianeta (osservazione o stato atmosferico), consentendone previsioni meteo in tempo reale (nowcasting). Tali satelliti rientrano quindi nel più vasto ambito dei satelliti per telerilevamento dando vita alla branca della meteorologia nota come "meteorologia satellitare", rappresentando dunque uno degli strumenti diagnostici a partire dai quali si può ottenere una previsione meteorologica su un dato territorio grazie anche all'uso congiunto dei dati rilevati sulla superficie terrestre attraverso la rete delle stazioni meteorologiche e dei modelli numerici di previsione meteorologica.

## Storia
Il primo satellite meteorologico fu il Vanguard 2, lanciato il 17 febbraio 1959; doveva misurare la copertura delle nubi, ma al momento di entrare in orbita l'asse di rotazione del satellite venne orientato male, così poté raccogliere poche informazioni. Il primo satellite meteorologico che raggiunse un successo pieno fu il TIROS-1, che venne lanciato il 1º aprile 1960  e trasmise per 78 ore. Tiros 1 aprì la strada al programma Nimbus, che ha portato allo sviluppo dei moderni satelliti meteorologici lanciati dalla NASA. I primi satelliti meteorologici ad essere realizzati in Europa furono i Meteosat; il primo di essi, il Meteosat 1, fu lanciato il 23 novembre 1977.
L’organizzazione europea intergovernativa per l’impiego dei satelliti meteorologici EUMETSAT, della quale l’Italia fa parte dal 1986, vede attualmente in orbita la seconda generazione dei satelliti geostazionari Meteosat (Meteosat Second Generation – MSG) che consentono l’osservazione della Terra in dodici differenti canali, quattro dei quali operano nelle frequenze del visibile e del vicino infrarosso ed i restanti otto nelle frequenze dell’infrarosso. Le immagini di ciascun canale forniscono informazioni di tipo diverso impiegabili, ad esempio, nell’analisi delle strutture nuvolose, nello studio dei fenomeni convettivi o nel monitoraggio di specifiche componenti atmosferiche.
Attualmente i satelliti meteorologici sono gestiti da agenzie in Cina, Francia, India, Giappone, Corea, Russia, Stati Uniti e EUMETSAT, sotto il coordinamento internazionale dell'Organizzazione Meteorologica Mondiale (WMO).

## Descrizione
I satelliti meteorologici si suddividono in:
- il satellite geostazionario è un satellite che si trova in un’orbita geostazionaria seguendo l'orbita terrestre (est-ovest) a 36.000 km di distanza dall'equatore, e sono un fondamentale strumento nello studio dell’atmosfera e delle sue dinamiche
- il satellite polare, invece è un satellite che segue l'orbita polare (nord-sud) passando periodicamente sopra i poli, viaggiando ad una distanza di circa 800 km n grado di fornire immagini ravvicinate e altamente dettagliate dei sistemi atmosferici

### Satelliti geostazionari

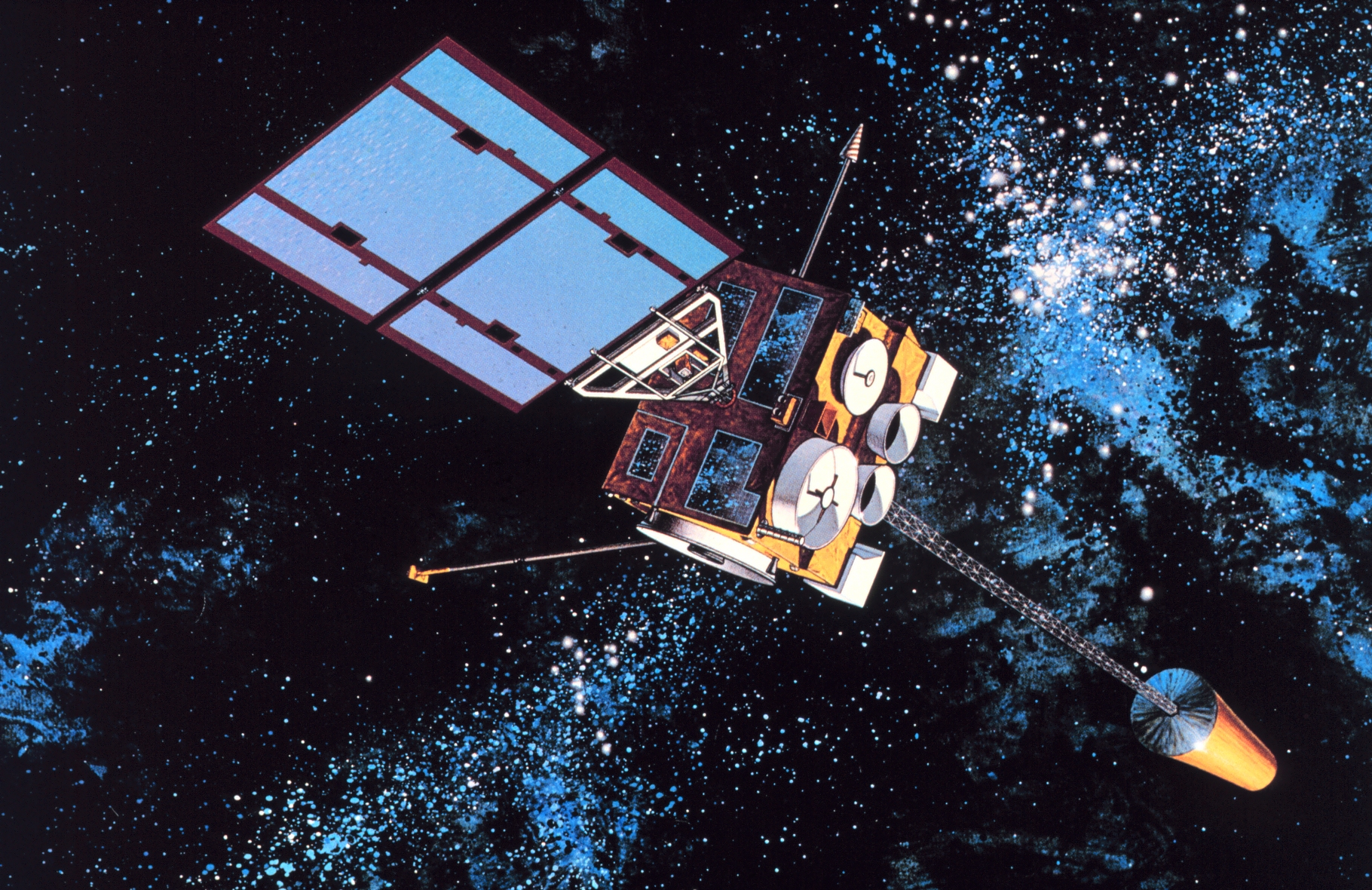
Il Goes-8

I satelli geostazionari attualmente in orbita sono:
- Pacifico orientale (NOOA):
  1. GOES-15
- Pacifico occidentale:
  1. GOES-13 (NOOA)
  2. GOES-14
  3. FY-2F (China Meteorological Administration)
  4. COMS-1 (Korea Meteorological Administration)
  5. Himawari-6 (Japan Meteorological Agency)
  6. Himawari-7
- Atlantico orientale (Eumetsat):
  1. Meteosat-9
  2. Meteosat-10
  3. Meteosat-11
- Oceano Indiano:
  1. Meteosat-7 (Eumetsat)
  2. INSAT-3C (Indian Space Research Organisation)
  3. Kalpana-1
  4. INSAT-3D
  5. INSAT-3A
  6. Electro-L N1 (RosHydroMet)
  7. Feng-Yun-2D (China Meteorological Administration)
  8. FY-2E

### Satelliti polari

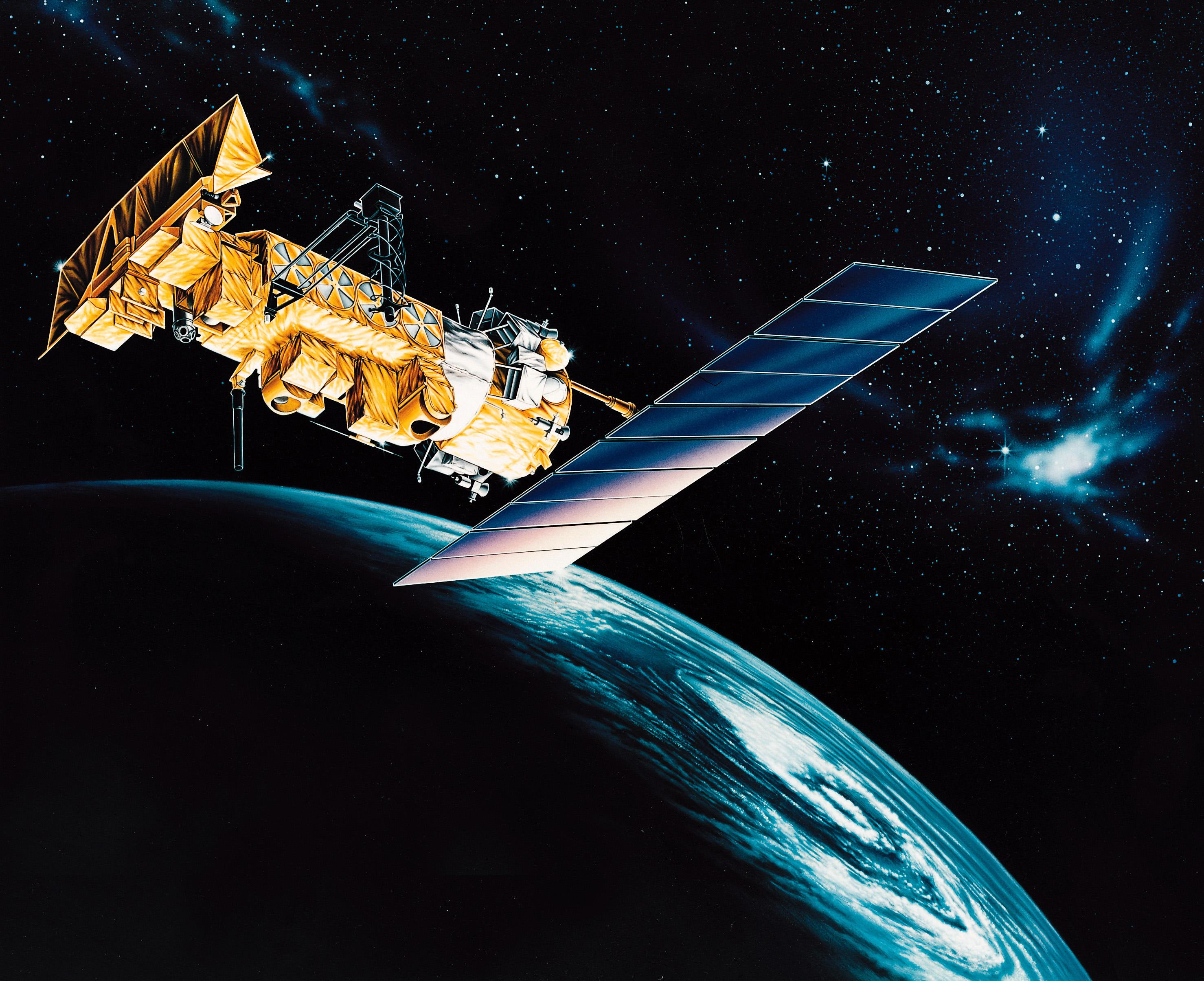
Il NOAA-M

I satelliti polari attualmente in orbita sono:
- Early Morning Orbit (Stati Uniti):
  1. DMSP-F131
  2. DMSP-F16
  3. DMSP-F17
  4. DMSP-F192
- Morning Orbit:
  1. DMSP-F18 (Stati Uniti)
  2. Metop-B (Eumetsat)
  3. Metop-C
  4. Meteor-M N1 (RosHydroMet)
  5. FY-3C (China Meteorological Administration)
  6. FY-3A
- Afternoon Orbit:
  1. Suomi-NPP (Stati Uniti)
  2. DMSP-F141
  3. DMSP-F151
  4. NOAA-151
  5. NOAA-18
  6. NOAA-19
  7. FY-3B (China Meteorological Administration)

## Applicazioni
I satelliti meteorologici permettono l'osservazione dello stato dell'atmosfera e della superficie dell'oceano per l'analisi, la previsione, gli avvertimenti e gli allarmi meteo, ovvero per il monitoraggio climatico e ambientale. Tre quarti dei dati ottenuti viene impiegato nei modelli per le previsioni meteo. I satelliti meteorologici consentono di:
- valutare i livelli di aerosol e gas serra
- monitorare lo strato di ozono e il bilancio energetico
- misurare l'umidità atmosferica
- misurare la temperatura atmosferica: tramite l'utilizzo di sensori a infrarosso e microonde
- misurare i venti
- misurare la densità della copertura nuvolosa
- determinare il tipi di nuvole
- studiare le proprietà delle particelle presenti nelle nuvole
- monitorare i pennacchi di ceneri vulcaniche
- valutare la copertura del suolo (neve, ghiaccio e fuoco)
- monitorare gli oceani (livello del mare, salinità, correnti)

I dati provenienti dai satelliti ad orbita polare vengono inseriti nei modelli numerici di previsione del tempo (NPW) che permettono previsioni fino a 10-12 giorni d'anticipo. I satelliti geostazionari forniscono immagini utilizzate per identificare l'andamento atmosferico a breve termine. I dati satellitari sono inoltre sempre più spesso utilizzati in epidemiologia per combinare parametri medici, condizioni meteorologiche, entomologia e utilizzo generale del suolo per determinare possibili punti critici nello sviluppo di un'epidemia in diverse parti del mondo (es. febbre dengue e malaria).